# Jack Rowley
John Frederick „Jack“ Rowley (* 7. Oktober 1918 in Wolverhampton; † 28. Juni 1998 in Shaw and Crompton) war ein englischer Fußballspieler und -trainer. Der als Torjäger bekannte Nationalspieler Rowley wurde mit Manchester United 1948 Pokalsieger und 1952 Meister. Aus seiner Trainerlaufbahn sticht vor allem die Station bei Ajax Amsterdam, wo er in der Saison 1963/64 agierte, hervor.

## Karriere

### Spieler
Rowley kam 1937 nach kurzen Stationen bei den Wolverhampton Wanderers und beim Bournemouth and Boscombe Athletic FC 1937 für £ 3.000 zum Zweitligisten Manchester United, wo er sich dank seiner Torgefährlichkeit alsbald den Beinamen The Gunner, der Kanonier. erwirtschaftete.
Seinen ersten Einsatz für United machte Rowley im Oktober 1937 gegen Sheffield Wednesday. Am Saisonende stieg United als Tabellenzweiter erstmals nach 1931 wieder in die erste Liga auf. Während des Krieges diente er beim South Staffordshire Regiment und war an der D-Day-Landung in der Normandie beteiligt. Während des Krieges war er zudem Gastspieler bei Wolverhampton Wanderers, Aldershot, Belfast Distillery, Folkestone, Shrewsbury Town and Tottenham Hotspur.
Nach dem Friedensausbruch war er wieder bei Manchester United und gewann dort unter Trainer Matt Busby den FA Cup 1947/48, wo er beim 4:2-Finalsieg gegen Blackpool FC zwei Treffer erzielte, und 1952 die englische Meisterschaft. Er blieb bis einschließlich Januar 1955 in Manchester. Für United erzielte er insgesamt 211 Tore in 424 Partien, davon 173 Tore in 355 Erstligaspielen. 1952/53 wurde er mit 30 Toren Dritter der Torschützenliste, hinter dem Chilenen Jorge „George“ Robledo und Ronnie Allen mit 33 bzw. 32 Treffern.

## Trainer
Anschließend verdingte er sich beim Zweitligisten Plymouth Argyle als Spielertrainer, mit dem er 1956 den Abstieg hinnehmen musste. 1959 gelang der Wiederaufstieg. Von 1960 bis 1963 war er Trainer beim Viertligisten Oldham Athletic, der 1963 als Zweiter aufstieg.
1963 wurde er Nachfolger des Österreichers Joseph Gruber beim niederländischen Verein Ajax Amsterdam, mit dem er die Liga als Fünfter abschloss. Rowley blieb als „harter Hund“ in Erinnerung und war bekannt dafür, dass er unorthodox seine Anweisungen aufs Feld brüllte. Daher musste er seine letzten Monate bei Ajax die Spiele von der Tribüne aus verfolgen, wenngleich er es sich nicht nehmen ließ, oft runter zur Bank zu gehen und den Jugendtrainer Jany van der Veen, der ihn dort vertrat, mit seinen Anweisungen zu versorgen. Sein Nachfolger wurde sein Landsmann Vic Buckingham, der bereits von 1959 bis 1961 bei den Ajacieden auf der Bank saß. Der war aber noch weit weniger erfolgreich und es kam bereits nach einem halben Jahr zur Trennung. Danach begann die Ära von Rinus Michels.
1966 bis 1967 war er Trainer beim Viertligisten Wrexham AFC. 1965/66 noch 24. und damit Tabellenletzter wurde die Mannschaft 1967 Siebter. 1968/69 war er wieder beim Drittligisten Oldham, der aber als Letzter abstieg. Er blieb noch bis Dezember 1969 beim Verein.
Danach hatte er genug vom unsteten Trainerjob, vielleicht blieben aber nur die Angebote aus. Er betrieb schließlich mit seiner Frau Violet, die er 1942 ehelichte, im Shaw Distrikt of Oldham einen für jene Zeit typischen, privat geführten Postladen, wo man auch Zeitungen etc. kaufen konnte. Sein Bruder Arthur (1926–2002) war ebenso ein gefürchteter Torjäger. Er spielte für den FC Fulham und Leicester City in der ersten Liga und ist bis heute mit (über die Divisionen hinweg) 434 Toren Rekordhalter der Football League.

### Erfolge
alle mit Manchester United
- Englischer Meister: 1951/52
- Englischer Pokalsieger: 1947/48